# (10984) Gispen
(10984) Gispen est un astéroïde de la ceinture principale aréocroiseur.

## Description
(10984) Gispen est un astéroïde aréocroiseur. Il présente une orbite caractérisée par un demi-grand axe de 2,17 UA, une excentricité de 0,33 et une inclinaison de 5,9° par rapport à l'écliptique.

## Compléments